# Cephalaeschna chaoi
Cephalaeschna chaoi är en trollsländeart som beskrevs av Syoziro Asahina 1982. Cephalaeschna chaoi ingår i släktet Cephalaeschna och familjen mosaiktrollsländor. Inga underarter finns listade i Catalogue of Life.